# Sergej Beloglazov
Sergej Alekseevič Beloglazov (in russo Сергей Алексеевич Белоглазов?; Kaliningrad, 16 settembre 1956) è un ex lottatore sovietico, specialista della lotta libera, campione olimpico e campione del mondo.

## Carriera
Si è formato presso la società sportiva delle Forze Armate a Kaliningrad nel 1976-77 e alla Dynamo a Kiev dal 1979.
È stato due volte campione olimpico dei pesi gallo, a Mosca 1980 e a Seul 1988, e sei volte campione del mondo dal 1981 al 1987; ha vinto anche una medaglia d'argento mondiale nel 1979.
Ha un fratello gemello Anatolij Beloglazov, che è stato anch'egli campione olimpico nel 1980 e tre volte campione del mondo.
Attualmente, Sergej Beloglazov è il primo allenatore della Federazione nazionale di lotta di Singapore.